# Ротмістрівська сільська територіальна громада
Ротмістрі́вська сільська громада — територіальна громада в Україні, у Черкаському районі Черкаської області. Адміністративний центр — село Ротмістрівка.
Площа громади — 119,59 км², населення — 3871 мешканець (2018).
Утворена 16 вересня 2016 року шляхом об'єднання Ковалиської, Куцівської, Мельниківської та Ротмістрівської сільських рад Смілянського району. Перші вибори відбулись 30 квітня 2017 року. 11 березня 2020 року до складу громади була включена Носачівська сільська рада.

## Склад
До складу громади входять:
| Населений пункт     | Населення, осіб (1989) | Населення, осіб (2001) |
| ------------------- | ---------------------- | ---------------------- |
| Буда-Макіївка, село | 445                    | 321                    |
| Вовківка, селище    | 102                    | 73                     |
| Ковалиха, село      | 1006                   | 823                    |
| Куцівка, село       | 956                    | 840                    |
| Ленське, село       | 324                    | 275                    |
| Макіївка, село      | 1478                   | 1327                   |
| Мельниківка, село   | 877                    | 728                    |
| Носачів, село       | 1892                   | 1553                   |
| Ротмістрівка, село  | 2566                   | 2156                   |
| Самгородок, село    | 702                    | 585                    |
| Санжариха, село     | 704                    | 651                    |
| Степок, селище      | 17                     | 5                      |
| Ташлик, село        | 2408                   | 1935                   |